# Семикаракорск
Семикарако́рск — город (с 1972) в России, в Ростовской области. Административный центр Семикаракорского района, а также Семикаракорского городского поселения.

## География
Семикаракорск расположен в центральной части Ростовской области, на левом берегу реки Дон. Через город проходит автомобильная дорога регионального значения «Ростов-на-Дону—Волгодонск».
Расстояние до областного центра города Ростова-на-Дону составляет 129 км.

## Этимология
Существует несколько версий происхождения названия города.
Согласно бытующей среди местных жителей легенде, город назван в честь семи братьев-староверов Каракорских, бежавших на Дон и основавших поселение. Также существует версия, что город назван в честь одного человека — некого Семёна Каракорова.
Различные мнения существуют и среди ученых. Так, существует версия, что название города произошло от сочетания числительного «семь» и татарского слова «коркор», что в переводе означает «ставка», «стан». По мнению доктора исторических наук археолога Плетнёвой, в названии Семикаракорск вполне различимы три тюркских корня: «Семиз» — крепкий, «кара» — чёрный или «сара» — жёлтый, и «кел», «кала» — крепость. Следовательно, «Семикаракор» означает «крепкая (сильная) чёрная (желтая) крепость». Такое объяснение наиболее убедительно. Так, вблизи Семикаракорска при впадении реки Сал в Дон сохранились остатки хазарской крепости VII—IX веков, так называемое Городище.

## История
Впервые упомянут в 1594 году как казачий городок Семикаракоры. Вторично городок Семикаракоры упоминается в показаниях станичного атамана Фрола Минаева в Москве в Посольском приказе 7 декабря 1672 года, а потом в войсковом списке, привезенном в Москву в феврале 1694 года станичным атаманом Алексеем Наумовым. Эта дата признана датой основания города.
Населённый пункт несколько раз менял своё месторасположение, потому что полностью затоплялся весенними разливами Дона. Первоначально станица находилась на левой стороне реки Дон, между Доном и устьем реки Сал, потом передвинулась по той же стороне в урочище «Чершава». Но и на новом месте станица часто страдала от весенних паводков, в результате станичники переселились на правую сторону Дона в луг «Панову Гряду», а отсюда в 1776 году — на север в «Бугры». Однако в начале 19-го века станичники вновь перебираются на левый берег Дона. В 1822 году в десяти хуторах на левом берегу Дона казаки построили 292 деревянных дома. К 1843 году в станице осталось всего 90 дворов, а 500 дворов переселилось на левую сторону. На нынешнем месте Семикаракорск находится с 1895 года.
В 1897 году в Семикаракорах проживало 6588 душ мужского и женского пола. Основными занятиями жителей были полеводство и скотоводство. Значительным подспорьем являлось садоводство и огородничество. Важную роль в развитии сельскохозяйственного производства и торговли сыграла близость реки Дон, по которой продукция вывозилась в промышленные центры России и за границу. Однако в 1911 году после весеннего разлива Дон пробил себе новое русло, у станицы же остался непроточный водоем, именуемый (по сей день) Старым Доном. В 1915 году в станице числилось 1180 дворов, в них жителей — 2840 мужчин и 4029 женщин. В станице располагалось станичное и хуторское правление, 3 церкви, 3 училища и церковно-приходская школа.
Советская власть установлена в январе 1920 года. В том же году была создана коммуна «Пламя революции», в 1922 году отмечен пуск первой в районе электростанции.
Во время Великой Отечественной войны на фронт была призвана основная масса мужского населения. Летом 1942 года немцы оккупировали территорию района. Станица Семикаракорская освобождена 4 января 1943 года.
В январе 1943 года весь Семикаракорский район был освобождён от немецко-фашистских захватчиков.
Значительную роль в истории района из первых секретарей сыграли Н. П. Дергунов, при котором были заложены основы экономического развития района, и С. И. Шамрай, с именем которого связывают определённые успехи сельскохозяйственных отраслей экономики. В 1971 году последнему было присвоено звание Героя Социалистического труда.
В 1950-е—1970-е годы в станице был пущен первый городской транспорт, проложены дороги, тротуары, проведено электричество, поставлены водопроводные колонки, возведены элеватор, консервный завод, маслосыродельный завод, предприятия строительной индустрии, пищекомбинат, птицекомбинат. Семикаракорск стал городом 25 мая 1972 года.

## Население
| 1939    | 1959    | 1970    | 1979    | 1989    | 1992    | 1996    | 1998    | 2000    |
| ------- | ------- | ------- | ------- | ------- | ------- | ------- | ------- | ------- |
| 5900    | ↗10 696 | ↗15 898 | ↗20 244 | ↗22 704 | ↗23 200 | ↗24 100 | ↗24 200 | ↘24 100 |
| 2001    | 2002    | 2003    | 2005    | 2006    | 2007    | 2008    | 2009    | 2010    |
| ↗24 200 | ↘23 473 | ↗23 500 | ↘23 300 | →23 300 | ↘23 100 | →23 100 | ↘23 018 | ↗23 884 |
| 2011    | 2012    | 2013    | 2014    | 2015    | 2016    | 2017    | 2018    | 2019    |
| ↗23 900 | ↘23 445 | ↘23 110 | ↘22 710 | ↘22 496 | ↘22 307 | ↘22 118 | ↘22 030 | ↘21 896 |
| 2020    | 2021    |         |         |         |         |         |         |         |
| ↘21 864 | ↘21 719 |         |         |         |         |         |         |         |

На 1 января 2025 года по численности населения город находился на 629-м месте из 1124 городов Российской Федерации.
Семикаракорск — город районного значения. На территории района располагается 32 населённых пункта.

## Экономика
Основу экономики района составляют предприятия сельского хозяйства, перерабатывающей промышленности и строительные организации.

### Предприятия города

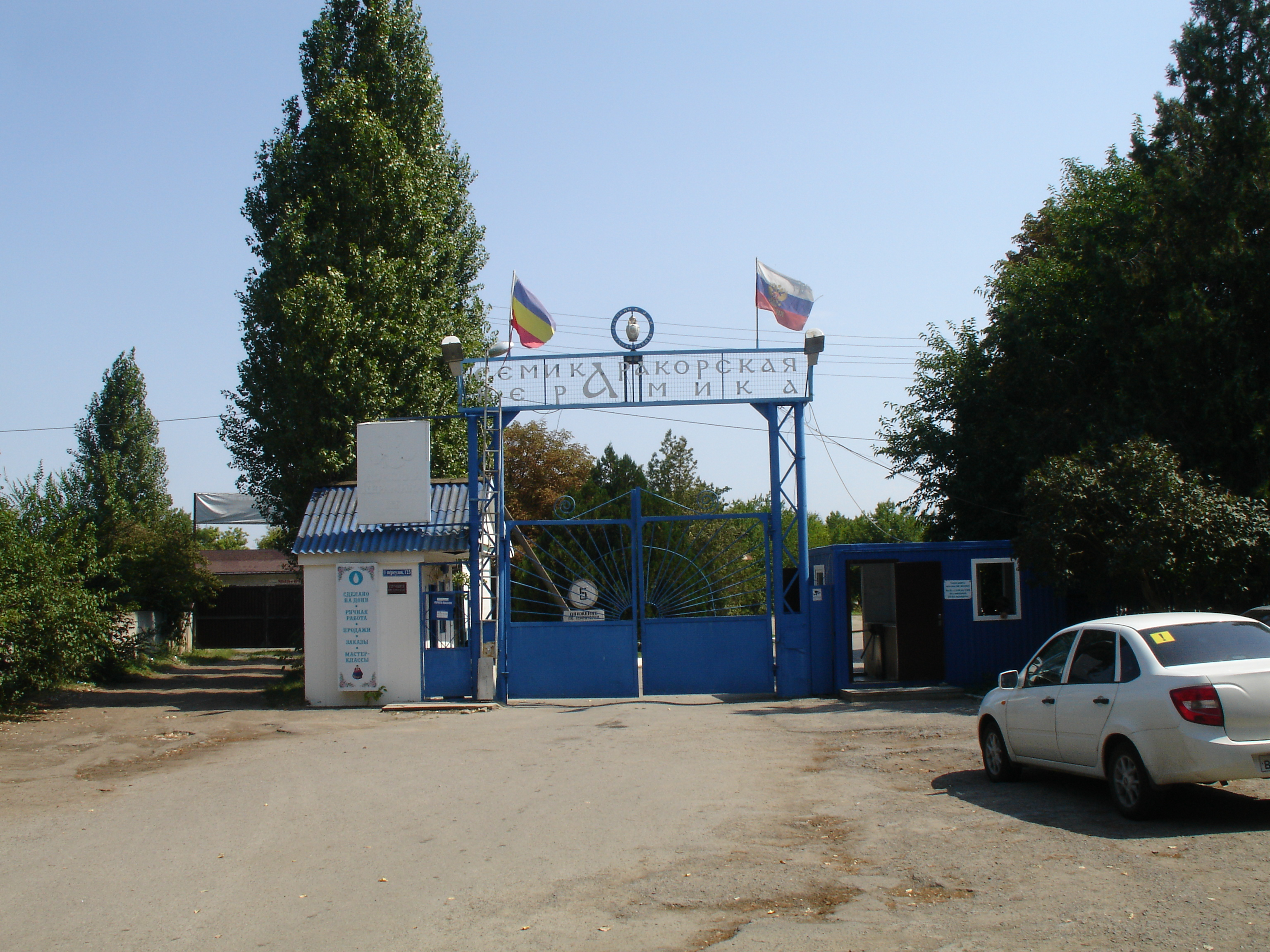
Ворота «Семикаракорской керамики»

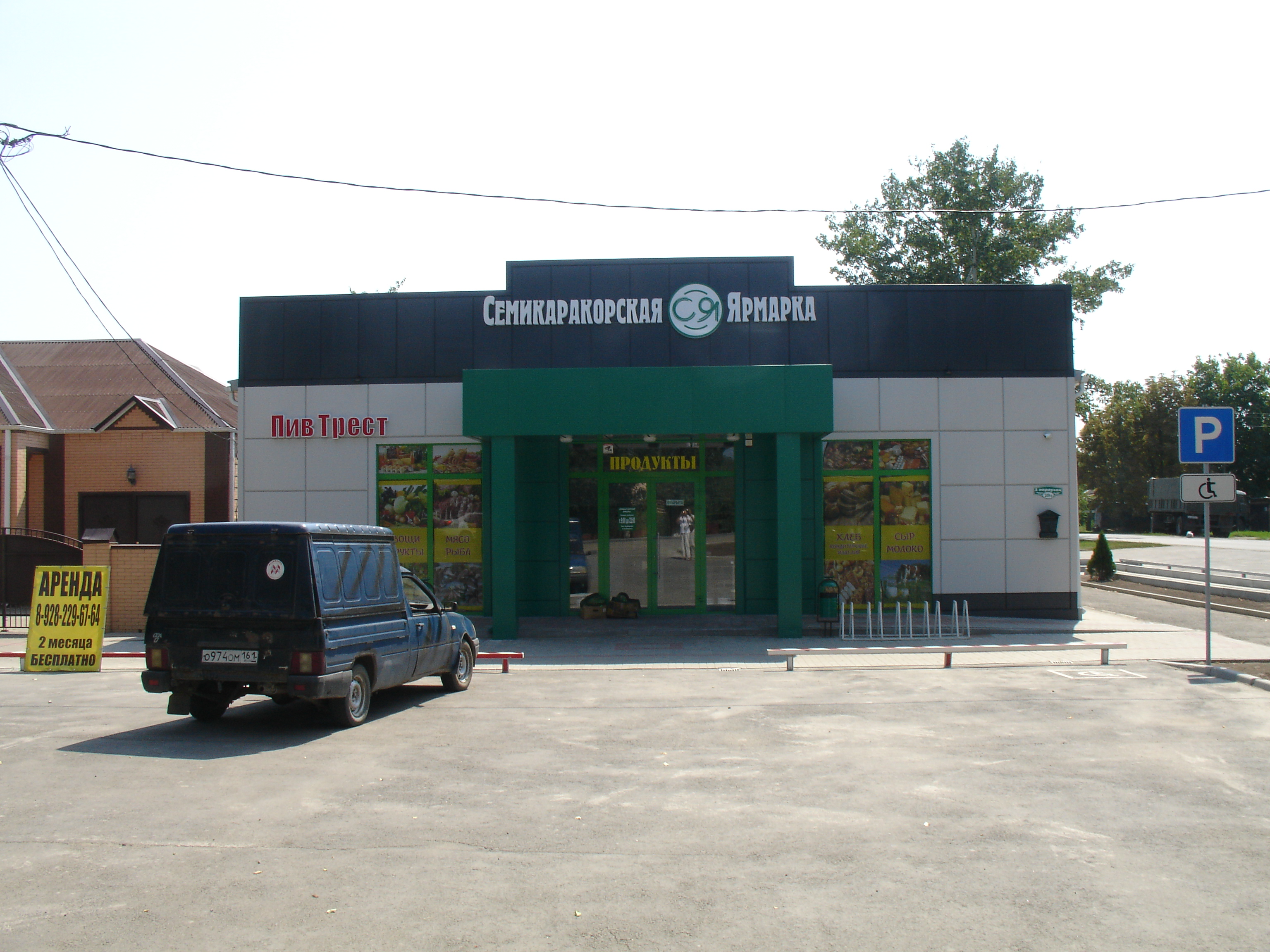
«Семикаракорская ярмарка»

- ООО «Семикаракорский сыродельный комбинат»
- ООО «Донской консервный завод»
- ОАО «Родник»
- СПК «Рыбколхоз имени Абрамова»
- ЗАО «Аксинья» / Семикаракорская керамика
- ООО «Кочетовский Кут»
- ОАО «Ремонтник»
- ГУП ДРСУ
- МУП «Водоканал»
- МУП ЖКХ
- ООО «Хлебокомбинат СЕМИКАРАКОРСКИЙ»

Сфера услуг представлена в основном частными предприятиями торговли и производства: магазинами, кафе, аптеками, парикмахерскими и ателье по пошиву одежды. Работают мельницы, пекарни, колбасный цех, кондитерский цех, столярный цех, производство корпусной мебели и другое.

## Образование[22]

### Среднее профессиональное образование
- ГБОУ РО «Семикаракорский агротехнологический техникум» (бывшее Профессиональное училище ПУ-73)

### Среднее общее образование
1. МБОУ СОШ № 1[23]
2. МБОУ СОШ № 2
3. МБОУ СОШ № 3

### Дошкольное образование
1. МБДОУ Д/с «Росинка»
2. МБДОУ Д/с «Золотая рыбка»
3. МБДОУ Дс «Светлячок»
4. Филиал МБДОУ Дс «Светлячок»
5. МБДОУ Дс «Вишенка»
6. МБДОУ Дс «Звездочка»
7. МБДОУ Дс «Родничок»
8. МБДОУ Дс «Тополек»
9. МБДОУ Дс «Сказка»
10. МБДОУ Дс «Петушок»

Дополнительное образование
1. МБОУ ДО Дом детского творчества
2. МБОУ ДО «Семикаракорская ДЮСШ»

## Здравоохранение
- МБУЗ «Центральная районная больница Семикаракорского района»[22], в структуре имеет поликлинику, стационарные отделения, отделение скорой медицинской помощи.
- МБУЗ «Стоматологическая поликлиника» Семикаракорского района[22] Ростовской области.

## Культура
В городе работают:
- МБУК «Районный Дом культуры Семикаракорского района»
- МБУК Семикаракорского района «МЦБ» имени Виталия Александровича Закруткина (библиотека)
- МБУ «Семикаракорский историко-краеведческий музей»
- МБОУ ДО «Семикаракорская детская школа искусств»

Ежегодно проводятся праздник «Щедрый август Бориса Куликова» и «День города Семикаракорска».

## Достопримечательности
- Краеведческий музей города знакомит посетителей с историей города, развитием культуры и промышленности, бытом горожан в разное время истории. Музей создан в 1997 году, с 2000 года открыт для посещений.
- Памятник воинам, погибшим в годы Великой Отечественной войны.
- Памятник Владимиру Ильичу Ленину расположен на площади у здания городской администрации.
- Памятник воинам горячих точек представляет собой БТР, установленный на постаменте.
- Церковь во имя иконы Божией Матери «Всех скорбящих Радость». Строилась в 2008—2010 годах.
- Часовня Донской иконы Божией Матери.
- Церковь Казанской иконы Божией Матери. Деревянная церковь, построена в 2007 году.
- Церковь Троицы Живоначальной, построена в 1993—1996 годах[24].
- Подвесной мост через озеро Старый Дон.
- Памятник писателю Закруткину[25]. Лауреат Государственной премии СССР (1982) и Сталинской премии третьей степени (1951) писатель Виталий Александрович Закруткин (1908—1984) является автором романа «Сотворение мира» и повести «Матерь человеческая». Эти произведения переведены на многие языки. Писатель жил и работал в станице Кочетовской Семикаракорского района Ростовской области, там же и похоронен. Памятник представляет собой бюст писателя на чёрном высоком постаменте. На постаменте закреплены барельефы на темы произведений писателя. По бокам площадки памятника установлены старинные светильники. Ежегодно в городе отмечается литературный праздник «Закруткинская весна».
- Памятник уроженцу Семикаракорска поэту Борису Куликову[26]. Памятник установлен в центре города и представляет собой бюст писателя на постаменте. Рядом с памятником установлена плита со стихами поэта, посвященными городу Семикаракорску.
- Памятник выдающемуся строителю Араканцеву А. А., представляющий собой бюст, находящийся на пересечении пр-та В. А. Закруткина и пр-та Араканцева.
- Бюст Куликова.
- Бюст Абрамова.
- Семикаракорская крепость.